# Gregario
Un gregario è una persona che ne assiste un'altra, solitamente più esperta, in particolari situazioni. Il termine è usato prevalentemente nel ciclismo e nell'aviazione.

## Ciclismo

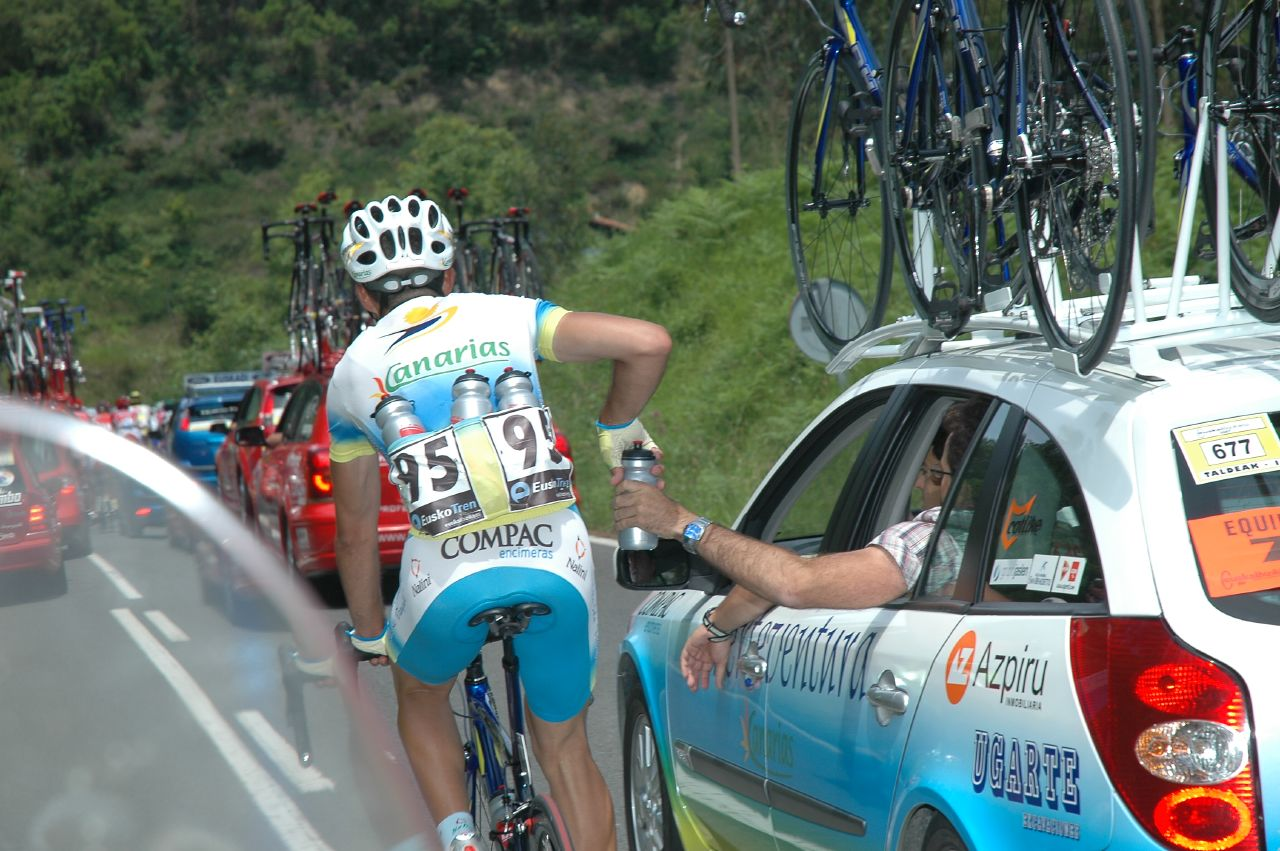
Un gregario recupera l'acqua per il suo team.

Un gregario è un ciclista professionista, il cui compito all'interno della squadra è aiutare il corridore principale (capitano) durante le corse.
Il termine "gregario" deriva dal latino, dove indicava una persona (o un animale) che stava "in mezzo al gruppo": era una definizione usata anche in ambito militare per indicare i miles, i soldati semplici privi di gradi.
Si tratta in genere di corridori dalle qualità non eccezionali, ma dalle prestazioni costanti nel tempo.
Il gregario aiuta il corridore principale in diversi modi, uno dei quali è passargli rifornimenti, cioè cibo e borracce: questo ha dato origine ai termini francese e tedesco per questa figura, rispettivamente Porteur d'eau e Wasserträger.
Un altro tipo di aiuto fornito è il posizionarsi a turno coi compagni di fronte al corridore aprendogli l'aria davanti e migliorando le condizioni di aerodinamica così da fargli risparmiare fatica in vista della volata. Questa tattica è denominata tirare, o treno.
I gregari effettuano anche la spola con l'"Ammiraglia", ossia l'auto di supporto del team, e all'occorrenza possono cedere, ritirandosi, la bicicletta al leader se questo ha avuto un guasto o una foratura.
Inoltre, se il leader è tallonato da un avversario, possono anche agire come "forza d'interposizione" per ostacolare e rallentare quest'ultimo.
I velocisti vengono in genere aiutati dai gregari sui tratti montani, mentre gli "scalatori" beneficiano dell'aiuto dei gregari nei tratti rapidi, per farsi scandire il passo ritenuto più adeguato.
Nella storia del ciclismo spesso alcuni gregari eccellenti sono poi diventati capitani di squadra, a volte anche con notevole successo come nel caso di Miguel Indurain (gregario di Pedro Delgado), Paolo Bettini (gregario di Michele Bartoli), Jan Ullrich (gregario di Bjarne Riis), Chris Froome (gregario di Bradley Wiggins) e Michele Scarponi (gregario di Vincenzo Nibali) negli ultimi decenni.

## Aviazione
Nell'aviazione il gregario è il pilota meno esperto che ne supporta un altro più capace in missione. Secondo l'aeronautica militare statunitense «la definizione militare tradizionale di "gregario" è usata nelle formazioni di aerei da caccia. C'è sempre un capo-pilota e un secondo pilota che lo segue e lo affianca. Questo secondo pilota è il gregario che ha come compito principale coprire le spalle al capo-pilota».
La presenza del gregario rende la squadriglia di aeroplani in grado di condurre sia manovre difensive che offensive.